# Alloperla imbecilla
Alloperla imbecilla är en bäcksländeart som först beskrevs av Thomas Say 1823.  Alloperla imbecilla ingår i släktet Alloperla och familjen blekbäcksländor. Inga underarter finns listade i Catalogue of Life.